# Ceratophysella sigillata
Ceratophysella sigillata är en urinsektsart som först beskrevs av Jindřich Uzel 1891.  Ceratophysella sigillata ingår i släktet Ceratophysella och familjen Hypogastruridae. Inga underarter finns listade i Catalogue of Life.